# Asiotmethis zacharjini
Asiotmethis zacharjini är en insektsart som först beskrevs av Bei-bienko 1926.  Asiotmethis zacharjini ingår i släktet Asiotmethis och familjen Pamphagidae. Inga underarter finns listade i Catalogue of Life.